# Факторинг
Факто́ринг — (від англ. factoring — посередник) фінансова комісійна операція, при якій клієнт переуступає дебіторську заборгованість факторинговій компанії з метою:
- миттєвого отримання більшої частини платежу;
- гарантії повного погашення заборгованості;
- зниження витрат з ведення рахунків.

Спочатку факторинг з'явився як операція торгових посередників, а потім отримав форму кредитування.

## Факторинг в Україні
Відповідно до законодавства України факторинг належить до фінансових послуг, та здійснювати факторингові операції мають право банки, фінансові установи, колекторські компанії, приватні підприємці. 
Розвиток ринку факторингу активізує та пришвидшує економічну діяльність.

### Сторони факторингу
Сторонами у договорі факторингу є фактор і клієнт.
Фактор — це банк або інша фінансова установа, яка відповідно до закону має право здійснювати факторингові операції, що передає або зобов'язується передати грошові кошти в розпорядження другої сторони (клієнта) за плату (у будь-який передбачений договором спосіб).
Клієнт — це сторона, що відступає або зобов'язується відступити факторові своє право грошової вимоги до третьої особи (боржника), за що отримує від Фактора грошові кошти.
Клієнтом у договорі факторингу може бути фізична або юридична особа, яка є суб'єктом підприємницької діяльності.

### Законодавство України
- Глава 73 «Факторинг» Цивільного кодексу України
- Стаття 350 Господарського кодексу України
- Розпорядження № 352 06.02.2014 року [Архівовано 31 серпня 2018 у Wayback Machine.] «Про віднесення операцій з фінансовими активами до фінансових послуг…» Національної комісії, що здійснює державне регулювання у сфері ринків фінансових послуг